# Álvaro Quirós García
Álvaro Quirós García (* 21. Januar 1983 in San Roque) ist ein spanischer Profigolfer der European Tour.
Er spielte ab 2005 auf der zweitklassigen Challenge Tour, gewann dort 2006 sein erstes Turnier und errang auf der Tour School im Herbst 2006 die Spielberechtigung für die große European Tour. Schon bei seinem ersten Antreten im Dezember 2006 gelang Quirós der Turniersieg bei der Alfred Dunhill Championship, einem südafrikanischen Event, das sowohl zur European Tour der Saison 2007, als auch zur Sunshine Tour zählt.
Quirós holte seinen zweiten European-Tour-Sieg bei den Portugal Masters 2008, wo er am Sonntag mit Birdies auf dem 17. und 18. Loch abschloss und mit drei Schlägen vor Paul Lawrie gewann. Er beendete die Saison mit Platz 25 im Order of Merit. Im Januar 2009 gewann er bei den Commercialbank Qatar Masters seinen dritten Tourtitel, der ihn zum ersten Mal in die Top 50 der offiziellen Golfweltrangliste beförderte. Er beendete die Saison auf Rang 20 beim neu eingeführten Race to Dubai.
Quirós ist für seine weiten Tee-Abschläge bekannt und war mit einem Durchschnitt von ungefähr 310 Yards in den Jahren 2006, 2007 und 2008 der längste Abschläger auf der European Tour.
Im Mai 2010 gewann Quirós die Open de España mit einem Schlag Vorsprung. Er beendete die Saison auf Platz 14 im Race to Dubai.
Im Februar 2011 gewann Quiros bei den Dubai Desert Classic seinen fünften Titel auf der European Tour. Er sicherte sich den Titel mit einem Schlag Vorsprung vor James Kingston und Anders Hansen. Während der letzten Runde machte Quiros auf seinem Weg zum Sieg ein Hole-in-one auf dem elften Loch (Par 3). Im Dezember 2011 holte er sich mit dem Sieg bei der Dubai World Championship sein bislang höchstes Preisgeld (€ 922,645) und schloss die Saison auf Platz 6 des Race to Dubai ab.
Der 1,90 m große Longhitter wird seit 2003 vom ehemaligen Ryder Cup Spieler José Rivero betreut.

## European Tour Siege
- 2007 Alfred Dunhill Championship (ausgetragen im Dezember 2006, zählt zur Saison 2007 und auch zur Sunshine Tour)
- 2008 Portugal Masters
- 2009 Commercialbank Qatar Masters
- 2010 Open de España
- 2011 Dubai Desert Classic, Dubai World Championship
- 2017 Rocco Forte Open

## Andere Turniersiege
- 2006 Morson International Pro-am Challenge (Challenge Tour), Seville Open

## Teilnahme an Mannschaftsbewerben
- Vivendi Trophy (für Kontinentaleuropa): 2009
- World Cup (für Spanien): 2011
- Royal Trophy (für Europa): 2013 (Sieger)

## Resultate bei Major Championships
| Tournament            | 2009 | 2010 | 2011 | 2012 | 2013 | 2014 |
| --------------------- | ---- | ---- | ---- | ---- | ---- | ---- |
| The Masters           | CUT  | CUT  | T27  | CUT  | DNP  | DNP  |
| US Open               | CUT  | CUT  | T54  | CUT  | DNP  | DNP  |
| The Open Championship | CUT  | T11  | CUT  | CUT  | CUT  | DNP  |
| PGA Championship      | T24  | CUT  | CUT  | CUT  | DNP  | DNP  |

DNP = nicht teilgenommen

CUT = Cut nicht geschafft

„T“ geteilte Platzierung

Grüner Hintergrund für Siege

Gelber Hintergrund für Top 10

## Weblink
- Spielerprofil bei der European Tour